# جهان عرب
جهان عرب یا کشورهای عربی شامل ۲۲ کشور عربی (۱۰ کشور آفریقایی و ۱۲ کشور آسیایی) اتحادیه عرب هستند. جمعیت ۴۵۶٬۵۲۰٬۷۷۷ و وسعت آن‌ها ۱۳٬۱۳۲٬۳۲۷ کیلومتر مربع است که هشتاد درصد آن یعنی ۱۰٬۵۰۴٬۵۵۶ کیلومتر مربع بیابان و بقیهٔ آن حدود ۲٬۶۲۶٬۱۳۹ کیلومتر مربع نیمه‌بیابانی و نسبتاً خشک است.

## کشورها
| کشور              | رتبه بر پایه مساحت | مساحت (کیلومتر مربع) | مساحت (مایل مربع) | مساحت (% به کل) | مساحت (یادداشت)                                                                             | جمعیت (۲۰۱۶) | جمعیت (رتبه‌بندی جهانی) | تراکم (رتبه‌بندی) | تراکم (در هر پایه کیلومتر مربع) | تراکم (در هر مایل مربع) |
| ----------------- | ------------------ | -------------------- | ----------------- | --------------- | ------------------------------------------------------------------------------------------- | ------------ | ---------------------- | ---------------- | ------------------------------- | ----------------------- |
| الجزایر           | ۱                  | ۲٬۳۸۱٬۷۴۱            | ۹۱۹٬۵۹۵           | ۱۸٫۱٪           | بزرگترین کشور آفریقا و جهان عرب.                                                            | ۴۰٬۶۰۶٬۰۵۲   | ۳۴                     | ۱۷               | ۱۶                              | ۴۱                      |
| بحرین             | ۲۲                 | ۷۵۸                  | ۲۹۳               | ۰٫۰۰۵٪          |                                                                                             | ۱٬۴۲۵٬۱۷۱    | ۱۵۵                    | ۱                | ۱٬۶۴۶                           | ۴٬۲۶۳                   |
| کومور             | ۲۱                 | ۲٬۲۳۵                | ۸۶۳               | ۰٫۰۱٪           |                                                                                             | ۷۹۵٬۶۰۱      | ۱۶۳                    | ۴                | ۳۰۹                             | ۸۰۰                     |
| جیبوتی            | ۱۶                 | ۲۳٬۲۰۰               | ۹٬۰۰۰             | ۰٫۱٪            |                                                                                             | ۹۴۲٬۳۳۳      | ۱۵۹                    | ۱۵               | ۳۷                              | ۹۶                      |
| مصر               | ۶                  | ۱٬۰۰۲٬۰۰۰            | ۳۸۷٬۰۰۰           | ۷٫۶٪            | بدون احتساب مثلث حلائب (20580 کیلومتر مربع/7950 مایل مربع).                                 | ۹۵٬۶۸۸٬۶۸۱   | ۱۶                     | ۹                | [ ابزار تبدیل: invalid number ] |                         |
| عراق              | ۱۰                 | ۴۳۵٬۲۴۴              | ۱۶۸٬۰۴۹           | ۳٫۳٪            |                                                                                             | ۳۷٬۲۰۲٬۵۷۲   | ۴۰                     | ۱۲               | ۷۰                              | ۱۸۱                     |
| اردن              | ۱۴                 | ۸۹٬۳۴۲               | ۳۴٬۴۹۵            | ۰٫۷٪            |                                                                                             | ۹٬۴۵۵٬۸۰۲    | ۱۰۶                    | ۱۱               | ۷۱                              | ۱۸۴                     |
| کویت              | ۱۷                 | ۱۷٬۸۱۸               | ۶٬۸۸۰             | ۰٫۱٪            |                                                                                             | ۴٬۰۵۲٬۵۸۴    | ۱۳۴                    | ۵                | ۲۰۰                             | ۵۱۸                     |
| لبنان             | ۱۹                 | ۱۰٬۴۵۲               | ۴٬۰۳۶             | ۰٫۰۸٪           |                                                                                             | ۶٬۰۰۶٬۶۶۸    | ۱۲۵                    | ۳                | ۴۰۴                             | ۱٬۰۴۶                   |
| لیبی              | ۴                  | ۱٬۷۵۹٬۵۴۰            | ۶۷۹٬۳۶۰           | ۱۱٫۴٪           |                                                                                             | ۶٬۲۹۳٬۲۵۳    | ۱۰۳                    | ۲۱               | ۳٫۶                             | ۹٫۳                     |
| موریتانی          | ۵                  | ۱٬۰۲۵٬۵۲۰            | ۳۹۵٬۹۶۰           | ۷٫۸٪            |                                                                                             | ۴٬۳۰۱٬۰۱۸    | ۱۳۸                    | ۲۲               | ۳٫۲                             | ۸٫۳                     |
| مراکش             | ۹                  | ۴۴۶٬۵۵۰              | ۱۷۲٬۴۱۰           | ۳٫۳٪            | including Western Sahara (266,000 km2/103,000 sq mi).                                       | ۳۵٬۲۷۶٬۷۸۶   | ۳۵                     | ۱۰               | [ ابزار تبدیل: invalid number ] |                         |
| عمان              | ۱۱                 | ۳۰۹٬۵۰۰              | ۱۱۹٬۵۰۰           | ۲٫۴٪            |                                                                                             | ۴٬۴۲۴٬۷۶۲    | ۱۳۹                    | ۲۰               | ۹٫۲                             | ۲۴                      |
| فلسطین            | ۲۰                 | ۲۷٬۰۰۰               | ۱۰٬۰۰۰            | ۰٫۰۵٪           |                                                                                             | ۴٬۷۹۰٬۷۰۵    | ۱۲۶                    | ۲                | ۶۸۷                             | ۱٬۷۷۹                   |
| قطر               | ۱۸                 | ۱۱٬۵۸۶               | ۴٬۴۷۳             | ۰٫۰۸٪           |                                                                                             | ۲٬۵۶۹٬۸۰۴    | ۱۴۹                    | ۶                | ۱۵۴                             | ۳۹۹                     |
| عربستان سعودی     | ۲                  | ۲٬۱۴۹٬۶۹۰            | ۸۳۰٬۰۰۰           | ۱۶٫۴٪           | Largest country in the Middle East.                                                         | ۳۲٬۲۷۵٬۶۸۷   | ۴۵                     | ۱۹               | ۱۳                              | ۳۴                      |
| سومالی            | ۷                  | ۶۳۷٬۶۵۷              | ۲۴۶٬۲۰۱           | ۵٫۰٪            | Longest Coastline in Africa and the Arab League.                                            | ۱۴٬۳۱۷٬۹۹۶   | ۸۰                     | ۱۸               | ۱۴                              | ۳۶                      |
| سودان             | ۳                  | ۱٬۸۶۱٬۴۸۴            | ۷۱۸٬۷۲۳           | ۱۴٫۲٪           | Formerly the largest country in Africa.                                                     | ۳۹٬۵۷۸٬۸۲۸   | ۳۹                     | ۱۶               | ۱۶                              | ۴۱                      |
| سوریه             | ۱۲                 | ۱۸۵٬۱۸۰              | ۷۱٬۵۰۰            | ۱٫۴٪            | Including the part of the Golan Heights (1,200 km2/460 sq mi) currently occupied by Israel. | ۱۸٬۴۳۰٬۴۵۳   | ۵۵                     | ۷                | ۱۱۸                             | ۳۰۶                     |
| تونس              | ۱۳                 | ۱۶۳٬۶۱۰              | ۶۳٬۱۷۰            | ۱٫۲٪            |                                                                                             | ۱۱٬۴۰۳٬۲۴۸   | ۷۷                     | ۱۳               | ۶۵                              | ۱۶۸                     |
| امارات متحده عربی | ۱۵                 | ۸۳٬۶۰۰               | ۳۲٬۳۰۰            | ۰٫۶٪            |                                                                                             | ۹٬۲۶۹٬۶۱۲    | ۹۳                     | ۸                | ۹۹                              | ۲۵۶                     |
| یمن               | ۸                  | ۵۲۷٬۹۶۸              | ۲۰۳٬۸۵۰           | ۴٫۰٪            |                                                                                             | ۲۷٬۵۸۴٬۲۱۳   | ۴۹                     | ۱۴               | ۴۵                              | ۱۱۷                     |
| مجموع اتحادیه عرب | #                  | ۱۳٬۱۳۰٬۶۹۵           | ۵٬۰۶۹٬۷۹۰         | #               | #                                                                                           | ۴۰۶٬۶۹۱٬۸۲۹  |                        |                  |                                 |                         |

## زبان‌های رایج
از ۲۲ کشور عربی، ۸ کشور بیش از یک زبان رسمی (افزون‌بر عربی) دارند و ۱۹ کشور هم افزون بر زبان‌های رسمی، زبان‌های مهم و پرگویشور دیگری هم دارند.
| ردیف   | نام کشور | زبان رسمی دیگر            | سایر زبان‌های مهم رایج                                                                                       |
| آفریقا | آفریقا   | آفریقا                    | آفریقا |
| ------ | -------- | ------------------------- | --- |
| ۱      | الجزایر  | زبان بربری (زبان آمازیغی) | زبان فرانسوی در تجارت و آموزش                                                                               |
| ۲      | مراکش    | زبان بربری (زبان آمازیغی) | زبان فرانسوی در اسناد دولتی                                                                                 |
| ۳      | لیبی     | -                         | زبان بربری (زبان آمازیغی)                                                                                   |
| ۴      | تونس     | -                         | زبان بربری (زبان آمازیغی)، زبان فرانسوی در تجارت و آموزش                                                    |
| ۵      | مصر      | -                         | زبان قبطی (زبان مذهبی مسیحیان)، زبان دومری، زبان نوبی (زبان قدیم مردم حبشه)                                 |
| ۶      | سومالی   | زبان سومالیایی            | - |
| ۷      | جیبوتی   | زبان فرانسوی              | زبان سومالیایی و زبان عفار به عنوان زبان‌های ملی                                                             |
| ۸      | سودان    | زبان انگلیسی              | زبان نوبی (زبان قدیم مردم حبشه)، زبان فور در دارفور، زبان دومری توسط کولی‌ها، زبان قبطی (زبان مذهبی مسیحیان) |
| ۹      | موریتانی | -                         | زبان پولار، زبان سونینکه و زبان ولوف به عنوان زبان‌های ملی، زبان فرانسوی                                     |
| ۱۰     | کومور    | زبان فرانسوی، زبان قمری   | - |
| آسیا   |          |                           | |
| ۱۱     | عراق     | زبان کردی                 | زبان ترکی، زبان آشوری، زبان فارسی، زبان ارمنی                                                               |
| ۱۲     | عربستان  | -                         | زبان اردو (کارگران پاکستانی)، زبان روهینگیا (کارگران بنگلادشی)، زبان تاگالوگ (کارگران فیلیپینی)             |
| ۱۳     | یمن      | -                         | زبان مهری، زبان سوکوتری، زبان انگلیسی                                                                       |
| ۱۴     | عمان     | -                         | زبان بلوچی، زبان هندی، زبان اردو، زبان کمزاری، زبان شهری (زبان جبالی)                                       |
| ۱۵     | امارات   | زبان انگلیسی              | زبان اردو، زبان هندی و زبان فارسی به عنوان زبان‌های ملی                                                      |
| ۱۶     | قطر      | -                         | زبان انگلیسی (زبان تأیید شده)، زبان اردو، زبان هندی                                                         |
| ۱۷     | بحرین    | -                         | زبان اردو، زبان فارسی                                                                                       |
| ۱۸     | کویت     | -                         | زبان انگلیسی (در تجارت)، زبان فارسی (عجم‌های کویت)، زبان اردو                                                |
| ۱۹     | سوریه    | -                         | زبان کردی، زبان ارمنی، زبان ترکی، زبان آشوری                                                                |
| ۲۰     | اردن     | -                         | زبان ارمنی، زبان چرکسی                                                                                      |
| ۲۱     | لبنان    | -                         | زبان ارمنی، زبان فرانسوی                                                                                    |
| ۲۲     | فلسطین   | -                         | - |
| کل     | ۲۲       | ۸ کشور                    | ۱۹ کشور |

## جمعیت گذشته و آینده
| رتبه | کشور                    | ۱۹۵۰       | ۲۰۰۰        | ۲۰۵۰        | ۲۱۰۰        |
| ---- | ----------------------- | ---------- | ----------- | ----------- | ----------- |
| ۰۱   | مصر                     | ۲۱٬۱۹۸٬۰۰۰ | ۶۵٬۱۵۹٬۰۰۰  | ۱۳۷٬۸۷۳٬۰۰۰ | ۲۰۰٬۸۰۲٬۰۰۰ |
| ۰۲   | الجزایر                 | ۸٬۸۹۳٬۰۰۰  | ۳۰٬۶۳۹٬۰۰۰  | ۵۵٬۴۴۵٬۰۰۰  | ۶۱٬۰۶۰٬۰۰۰  |
| ۰۳   | سودان                   | ۶٬۴۶۸٬۰۰۰  | ۲۷٬۰۶۸٬۰۰۰  | ۵۹٬۱۳۰٬۰۰۰  | ۱۲۷٬۳۲۸٬۰۰۰ |
| ۰۴   | عراق                    | ۵٬۱۶۴٬۰۰۰  | ۲۳٬۱۲۹٬۰۰۰  | ۷۶٬۵۲۰٬۰۰۰  | ۱۶۳٬۹۰۵٬۰۰۰ |
| ۰۵   | مراکش                   | ۹٬۳۴۴٬۰۰۰  | ۲۸٬۱۱۴٬۰۰۰  | ۴۲٬۰۲۷٬۰۰۰  | ۴۰٬۸۸۸٬۰۰۰  |
| ۰۶   | عربستان سعودی           | ۳٬۸۶۰٬۰۰۰  | ۲۱٬۳۱۲٬۰۰۰  | ۴۶٬۸۱۷٬۰۰۰  | ۴۷٬۵۸۶٬۰۰۰  |
| ۰۷   | یمن                     | ۴٬۷۷۸٬۰۰۰  | ۱۷٬۲۳۶٬۰۰۰  | ۴۶٬۰۸۱٬۰۰۰  | ۵۲٬۲۴۴٬۰۰۰  |
| ۰۸   | سوریه                   | ۳٬۴۹۶٬۰۰۰  | ۱۶٬۵۱۵٬۰۰۰  | ۳۱٬۲۲۶٬۰۰۰  | ۳۸٬۰۹۸٬۰۰۰  |
| ۰۹   | تونس                    | ۳٬۵۱۸٬۰۰۰  | ۹٬۵۰۸٬۰۰۰   | ۱۲٬۱۸۱٬۰۰۰  | ۱۲٬۴۹۴٬۰۰۰  |
| ۱۰   | امارات متحده عربی       | ۷۲٬۰۰۰     | ۲٬۴۵۸٬۰۰۰   | ۸٬۰۱۹٬۰۰۰   | ۱۳٬۳۸۹٬۰۰۰  |
| ۱۱   | اردن                    | ۵۶۲٬۰۰۰    | ۴٬۷۸۶٬۰۰۰   | ۱۱٬۴۱۲٬۰۰۰  | ۱۴٬۱۴۷٬۰۰۰  |
| ۱۲   | لیبی                    | ۹۶۲٬۰۰۰    | ۵٬۰۲۵٬۰۰۰   | ۸٬۹۷۱٬۰۰۰   | ۸٬۱۴۴٬۰۰۰   |
| ۱۳   | تشکیلات خودگردان فلسطین | ۱٬۰۱۸٬۰۰۰  | ۳٬۱۱۱٬۰۰۰   | ۷٬۷۷۰٬۰۰۰   | ۱۵٬۵۱۶٬۰۰۰  |
| ۱۴   | لبنان                   | ۱٬۳۶۵٬۰۰۰  | ۳٬۸۳۵٬۰۰۰   | ۵٬۶۲۲٬۰۰۰   | ۴٬۷۴۱٬۰۰۰   |
| ۱۵   | عمان                    | ۴۸۹٬۰۰۰    | ۲٬۴۳۳٬۰۰۰   | ۵٬۴۰۲٬۰۰۰   | ۵٬۷۵۱٬۰۰۰   |
| ۱۶   | کویت                    | ۱۴۵٬۰۰۰    | ۱٬۹۷۳٬۰۰۰   | ۳٬۸۶۴٬۰۰۰   | ۶٬۴۸۴٬۰۰۰   |
| ۱۷   | موریتانی                | ۱٬۰۰۶٬۰۰۰  | ۲٬۵۰۱٬۰۰۰   | ۶٬۵۳۷٬۰۰۰   | ۱۳٬۰۵۹٬۰۰۰  |
| ۱۸   | قطر                     | ۲۶٬۰۰۰     | ۶۴۰٬۰۰۰     | ۲٬۵۵۹٬۰۰۰   | ۳٬۱۷۰٬۰۰۰   |
| ۱۹   | بحرین                   | ۱۱۵٬۰۰۰    | ۶۵۵٬۰۰۰     | ۱٬۸۴۸٬۰۰۰   | ۱٬۶۰۲٬۰۰۰   |
| ۲۱   | کومور                   | ۱۴۹٬۰۰۰    | ۵۴۶٬۰۰۰     | ۱٬۱۷۰٬۰۰۰   | ۲٬۳۰۷٬۰۰۰   |
| ۲۲   | سومالی                  | ۲٬۴۳۸٬۰۰۰  | ۷٬۵۰۱٬۰۰۰   | ۲۲٬۶۲۷٬۰۰۰  | ۵۸٬۳۱۱٬۰۰۰  |
| ۲۳   | جیبوتی                  | ۸۰٬۰۰۰     | ۶۷۰٬۰۰۰     | ۱٬۳۹۶٬۰۰۰   | ۱٬۱۲۶٬۰۰۰   |
| کل   | کل                      | ۷۵٬۱۴۶٬۰۰۰ | ۲۷۴٬۸۱۴٬۰۰۰ | ۵۹۴٬۴۹۷٬۰۰۰ | ۸۹۲٬۱۵۲٬۰۰۰ |

## سیاست خارجی

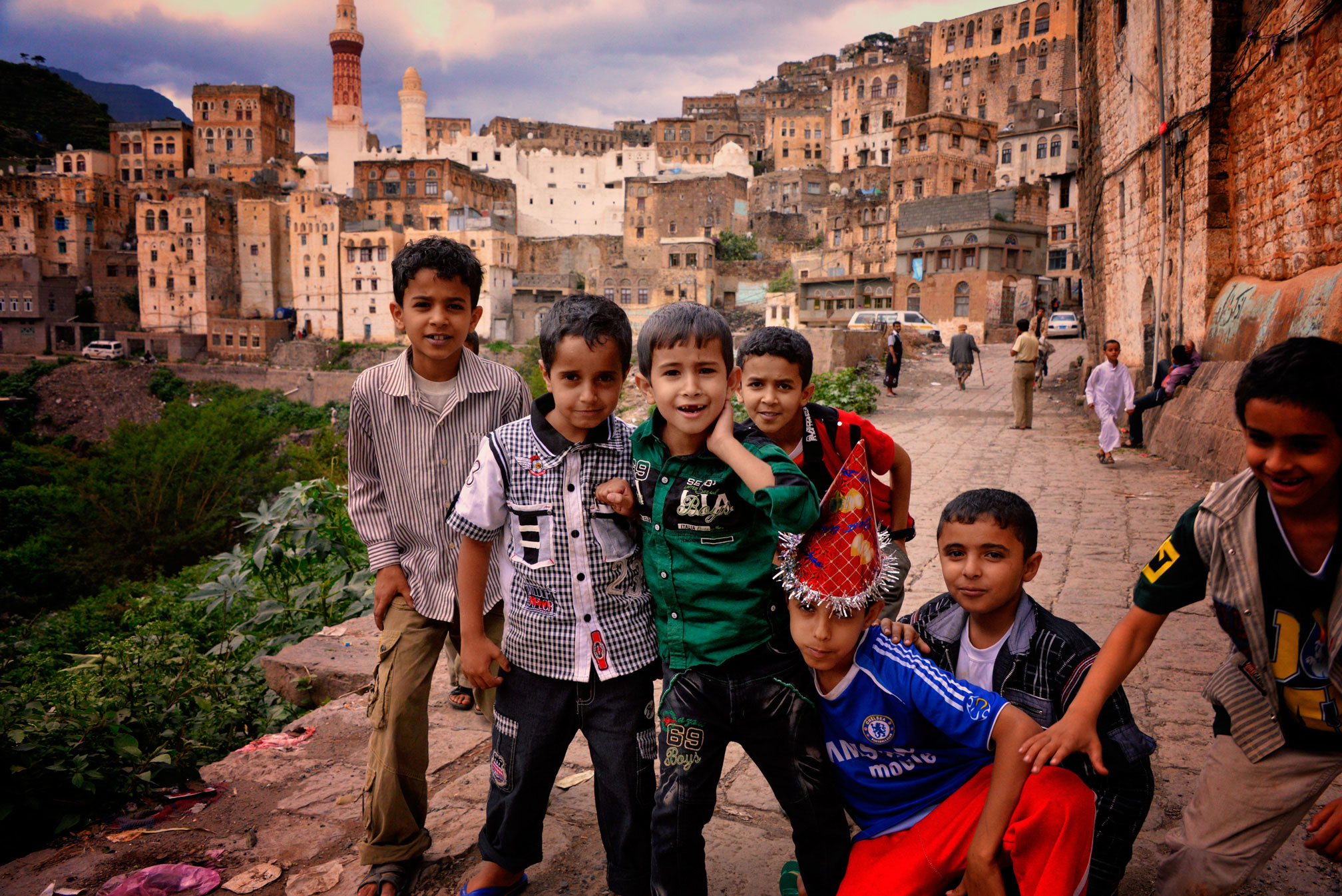
پسر بچه‌های یمنی

کشورهای عربی در طول تاریخ کمتر توانسته‌اند موفقیتی سیاسی و نظامی را از آن خود کنند. این کشورها اغلب در مواجه با چالش‌های منطقه‌ای پیش رو از رقیبان خود شکست خورده‌اند. مهم‌ترین چالش‌های سیاسی و نظامی اعراب، مقابله با ایران، اسرائیل و امپراتوری عثمانی بوده است که مصداق آن‌ها نیز جنگ ایران و عراق و نزاع اعراب و اسرائیل و اشغال غالب کشورهای عرب خاورمیانه توسط ارتش امپراتوری عثمانی در خلال جنگ جهانی اول بوده که به گواه تاریخ در همهٔ این منازعات، اعراب بازندهٔ جنگ بوده‌اند.
یکی از دلایل ضعف کشورهای عربی در مقابل همسایگان خود، عدم اتحاد با یکدیگر بوده است. جمال عبدناصر شخصی بود که سعی داشت اتحاد میان اعراب را عملی سازد که موفق به این کار نشد. دلیل دیگر نبود عزم جدی اعراب برای قدرتمند شدن در منطقهٔ آسیای غربی را می‌توان در ترجیح دادن آن‌ها به پناه بردن به زیر سایهٔ پیروزی‌هایشان در زمان دوران طلایی اسلام دانست. همچنین دلیل دیگر را می‌توان در بی‌اعتمادی آن‌ها به یکدیگر در احترام گذاشتن به مرزهای سیاسی یکدیگر دانست.

## آموزش و پرورش
تعداد کتاب‌هایی که هر ساله در کل جهان عرب به عربی ترجمه می‌شود یک-پنجم تعداد کتاب‌هایی است که هرساله توسط یونانیان به یونانی ترجمه می‌شود.

## ازدواج
تقریباً نیمی از ازدواج‌ها در جهان عرب ازدواج فامیلی است.